# Стокхолм
Стокхолм (на шведски: Stockholm) е столицата на Швеция. Той е и първи по брой на население в Швеция. Стокхолм е община в лен Стокхолм, като населението на вътрешната част от града е 1 372 565 души, а заедно с покрайнините и окръга – 1 823 210 души.
В Стокхолм са разположени шведското правителство и шведският парламент. В града се намира и резиденцията на държавния глава, крал Карл XVI Густаф.

## История
Най-ранното споменаване на Стокхолм в писмен вид датира от 1252 г., когато градът е важно звено на търговията с желязо от мините в Берислаген.
Стокхолм е основан от Биргер Ярл с цел предпазване на Швеция от вражески морски набези, както и за да се прекрати грабежът в градове като Сигтюна на езерото Меларен. Първоначално Стокхолм представлява укрепление, чието предназначение било контролирането на търговията между Балтийско море и Меларен. Става столица на Швеция през 1419 г. Стокхолм е един от 133-те града на Швеция, които имат статут на исторически градове.
В началото на XVII век градът е сред по-големите в Швеция и в него може да се търгува във всеки ден от седмицата, докато в повечето градове това е позволено само в четвъртък. Заедно Калмар Стокхолм е длъжен да поддържа укрепленията и да плаща заплати на кралските войници.

## География
30% от площта на Стокхолм е покрита с вода. Балтийско море и езерото Меларен са разделени чрез шлюзове.

## Население
- 1500 г.: 6000 до 7000 жители[4]
- 1580: 8000[4]
- 1620: 10 000[4]
- 1800: 75 500
- 1830: 80 600
- 1850: 93 000
- 1880: 168 800
- 1900: 300 600
- 1925: 440 700

В Стокхолм има повече от 420 000 жилища. Около 10% от тях нямат собствена кухня.

## Природа
Градът е разположен на над 20 острова и на бреговете на архипелага там, където езеро Меларен се допира до Балтийско море. На практика центърът на града е разположен на вода. Географските координати на Стокхолм са 59°21' северна ширина и 18°4' източна дължина.

## Култура
В Стокхолм има около 80 кина, 70 театъра, 60 музея, 50 обществени библиотеки и десетки басейни.

## Спорт
В Стокхолм има два елитни футболни отбора. Техните имена са Юргорден ИФ и Хамарбю ИФ.